# Tirent-Pontéjac
Tirent-Pontéjac település Franciaországban, Gers megyében. Lakosainak száma 81 fő (2022. január 1.). Tirent-Pontéjac Aurimont, Bédéchan, Boulaur, Polastron, Saint-Martin-Gimois és Saramon községekkel határos.

## Népesség
A település népessége az elmúlt években az alábbi módon változott:
| Lakosok száma | 108  | 105  | 84   | 84   | 80   | 82   | 89   | 91   | 92   | 81   |
|               | 1968 | 1982 | 1990 | 2006 | 2013 | 2015 | 2017 | 2019 | 2020 | 2022 |